# Carlo Italo Panattoni
Carlo Italo Panattoni (Firenze, 16 giugno 1839 – Lari, 1899) è stato un politico italiano.

## Biografia
Nato a Firenze il 16 giugno 1839, studiò diritto, lettere e filosofia. In gioventù si dedicò alla letteratura. Nel 1860 pubblicò Il voto dei popoli.  Avvocato di grido, godette di fama in tutta Italia; era specializzato in cause di proprietà letteraria.
Difese la Casa Ricordi contro l'editore Sonzogno, che dichiarava decaduti i diritti della Ricordi su alcune opere di Bellini, Rossini, Donizetti e Meyerbeer.  Con la sentenza favorevole ai Ricordi, la Sonzogno fu obbligata a pagare i danni. Su questo processo Carlo Italo Panattoni pubblicò un libro intitolato La lotta per il diritto, pubblicato a Milano nel 1889.
Entrò alla Camera nel 1874: sedette prima all'estrema sinistra, passando successivamente nelle file della sinistra costituzionale. Venne eletto ininterrottamente deputato fino alla morte, avvenuta nel 1899 all'età di 60 anni.
Tramite i Ricordi ebbe anche alcuni autografi di Giuseppe Verdi.
A Roma esiste una via intitolata a Italo Panattoni, nella Z. LIII Tomba di Nerone.

## Opere
- Il voto dei popoli, 1860
- La lotta per il diritto, Milano, 1889